# Stadio Levita
Lo stadio Levita (ebr.: אצטדיון לויטה, Itztadion Levita) è uno stadio di calcio di Kfar Saba, in Israele.
È l'impianto casalingo dei due club cittadini dell'Hapoel e del Beitar Kfar Saba.
La sua costruzione ebbe inizio nel 1972 e fu ultimata nel 1986.